# Гуджан
Гуджа́н (перс. گوجان‎) — небольшой город на юго-западе Ирана, в провинции Чехармехаль и Бахтиария. Входит в состав шахрестана Фарсан и является юго-западным пригородом его одноимённого центра.
На 2006 год население составляло 5 468 человек.
Альтернативные названия: Куджан (Kujan), Гугун (Gugun), Гуджун (Gujun).

## География
Город находится в северной части Чехармехаля и Бахтиарии, в горной местности центрального Загроса, на высоте 2 029 метров над уровнем моря.
Гуджан расположен на расстоянии приблизительно 30 километров к юго-западу от Шехре-Корда, административного центра провинции и на расстоянии 380 километров к юго-западу от Тегерана, столицы страны.